# Liste des Gesamtwerks des Meisters E. S.
Kupferstiche des Meister E. S., Reihenfolge nach Lehrs (1910), Geißberg (1924); Titel nach Apphun (1989); Überarbeitungen (II. Zustände)

## Altes Testament
- L. 1 Der Sündenfall im Paradies (191 × 146 mm)
- L. 2 Simson zerreißt den Löwen
- L. 3 Simson zerreißt den Löwen, dabei die Philisterin aus Timna
- L. 4 Simson zerreißt den Löwen, daneben die Philisterin aus Timna
- L. 5 Delila schert Simson die Haare
- L. 6 Delila schert Simson die Haare
- L. 7 Salomons Urteil

## Marienleben und Passion Christi
- L. 8 Verkündigung (Aus einem Marienleben in mittlerem Format (L. 8, L. 15, L. 19))
- L. 9 Verkündigung (Aus einem Marienleben in größerem Format (L. 9, L. 16, L. 20, L. 25))
- L. 10 Verkündigung: ave maria gracia ple(na)
- L. 11 Verkündigung
- L. 12 Verkündigung
- L. 13 Verkündigung (175 × 122 mm)
- L. 14 Heimsuchung (Aus einem Marienleben im Kleinformat (L. 14, L. 24, L. 34))
- L. 15 Heimsuchung (Aus einem Marienleben in mittlerem Format(L. 8, L. 15, L. 19))
- L. 16 Heimsuchung (Aus einem Marienleben in größerem Format (L. 9, L. 16, L. 20, L. 25))
- L. 17 Heimsuchung (160 × 122 mm)
- L. 18 Christi Geburt
- L. 19 Christi Geburt (Aus einem Marienleben in mittlerem Format(L. 8, L. 15, L. 19))
- L. 20 Christi Geburt (Aus einem Marienleben in größerem Format (L. 9, L. 16, L. 20, L. 25))
- L. 21 Christi Geburt (143 × 117 mm)
- L. 22 Christi Geburt (134 × 207 mm)
- L. 23 Christi Geburt (208 × 166 mm)
- L. 24 Anbetung der Könige (Aus einem Marienleben im Kleinformat (L. 14, L. 24, L. 34))
- L. 25 Anbetung der Könige (Aus einem Marienleben in größerem Format (L. 9, L. 16, L. 20, L. 25))
- L. 26 Anbetung der Könige
- L. 27 Anbetung der Könige
- L. 28 Taufe Christi
- L. 29 Taufe Christi (188 × 130 mm)
- L. 30 Kalvarienberg (Kreuzigung Christi)
- L. 31 Christus am Kreuz (229 × 156 mm)
- L. 32 Christus am Kreuz (265 × 189 mm)
- L. 33 Beweinung Christi
- L. 34 Pfingstwunder (Aus einem Marienleben im Kleinformat (L. 14, L. 24, L. 34))
- L. 35 Pfingstwunder (184 × 123 mm)
- L. 36 Christus krönt die demütige Jungfrau (auch zu: Bildnisse Christi und der Muttergottes, Rundbild)

### Passion Christi
- L. 37 II Gebet am Ölberg
- L. 38 II Gefangennahme
- L. 39 II Urteil des Pilatus
- L. 40 II Geißelung
- L. 41 II Dornenkrönung
- L. 42 II Kreuztragung
- L. 43 II Entkleidung
- L. 44 Christus am Kreuz
- L. 45 II Kreuzabnahme
- L. 46 II Grablegung
- L. 47 II Auferstehung
- L. 48 II Erscheinung vor Maria Magdalena

## Bildnisse Christi und der Muttergottes
- L. 49 Das segnende Christkind
- L. 50 Christkind mit Neujahrswunsch: Ein guot selig ior
- L. 51 Christkind im Herzen: wer ihs (Jesus) in sinem herzen tre(g)t, dem ist alle zit die ewig froed beraeit
- L. 52 Der Gute Hirte (Ornamente gemalt)
- L. 53 Schmerzensmann mit Passionswerkzeugen
- L. 54 Schmerzensmann zwischen den Passionswerkzeugen und zwei Engeln mit dem Grabtuch
- L. 55 Schmerzensmann und vier Engel mit Passionswerkzeugen
- L: 56 Der Erlöser: sanctus salffidor (149 × 120 mm)
- L. 57 Der Erlöser
- L. 58 Maria mit Rosenkranz auf der Mondsichel
- L. 59 Maria mit Buch auf der Mondsichel
- L. 60 Maria als Fürbitterin (146 × 120 mm)
- L. 61 Die Heilige Jungfrau betet in ihrem Gemach
- L. 62 Maria mit Rosenkranz auf der Mondsichel (182 × 124 mm)
- L. 63 Maria mit Buch auf der Mondsichel (199 × 136 mm)
- L. 64 Madonna auf der Schlange
- L. 65 Maria mit spielendem Kind
- L. 66 Maria säugt das Kind
- L. 67 Maria mit Kind im Garten (Rundbild)
- L. 68 Kleinste Madonna von Einsiedeln
- L. 69 Maria mit dem spielenden Kind im Garten
- L. 70 Madonna mit Kind thront im Garten (Weißliniendruck)
- L. 71 Madonna auf de Schlange
- L. 72 Kleine Madonna von Einsiedeln
- L. 73 Maria mit Kind im Fenster
- L. 74 Madonna mit zwei Engeln vor dem Thron
- L. 75 Maria mit Kind, Barbara und Dorothea
- L. 76 Madonna auf dem Thron mit acht Engeln
- L. 77 Maria und das badende Kind (184 × 155 mm)
- L. 78 Madonna mit der Rose vor dem Thron (190 × 133 mm)
- L. 79 Madonna mit Kind und Maiglöckchen (195 × 143 mm)
- L. 80 Maria mit Kind, dem ein Engel Rosen reicht (209 × 156 mm)
- L. 81 Große Madonna von Einsiedeln (210 × 123 mm)
- L. 82 Madonna auf dem Thron mit zwei Engeln (212 × 142 mm)
- L. 83 Madonna mit spielendem Kind (210 × 162 mm)

## Apostel und Evangelisten

### Evangelisten in Kreisen
- L. 84 St. Matthäus
- L. 85 II St. Markus
- L. 86 St. Lukas
- L. 87 St. Johannes

### Evangelisten in Rechtecken
- L. 88 St. Matthäus
- L. 89 St. Markus
- L. 90 St. Lukas
- L. 91 St. Johannes

### Zwei Blätter aus einer Serie kleiner Apostel
- L. 92 St. Johannes
- L. 93 St. Thomas

### Zwölf Apostel in den Arkaden
- L. 94 St. Petrus und St. Andreas
- L. 95 St. Jakobus der Ältere und St. Johannes
- L. 96 St. Philippus und St. Judas Thaddäus (Philippus und Jakobus der Jüngere)
- L. 97 St. Thomas und St Jakobus der Jüngere (Matthäus und Thomas)
- L. 98 St. Bartholomäus und St. Matthäus (Bartholomäus und Matthias)
- L. 99 St. Matthias und St. Simon (Judas Thaddäus und Simon)

### Die Heilige Dreifaltigkeit und die Apostel mit dem Credo
- L. 100 St. Petrus
- L. 101 St. Jakobus der Ältere
- L. 102 St. Andreas
- L. 103 St. Johannes
- L. 104 St. Jakobus der Jüngere
- L. 105 St. Simon
- L. 106 St. Phillipus
- L. 107 St. Bartholomäus
- L. 108 St. Matthäus
- L. 109 St. Matthias
- L. 110 St. Judas
- L. 111 St. Thaddäus (Judas)

### Zwölf Apostel auf Stühlen sitzend
- L. 112 St. Petrus
- L. 113 St. Paulus
- L. 114 St. Andreas
- L. 115 St. Jakobus der Ältere
- L. 116 St. Johannes
- L. 117 St. Jakobus der Jüngere (Thomas)
- L. 118 St. Judas Thaddäus (Jakobus der Jüngere)
- L. 119 St. Philippus
- L. 120 St. Bartholomäus
- L. 121 St. Thomas (Matthäus)
- L. 122 St. Matthäus (Simon)
- L. 123 St. Simon (Judas Thaddäus)

### Christus und die zwölf Apostel stehend
- L. 124 Christus der Erlöser
- L. 125 St. Petrus
- L. 126 St. Paulus
- L. 127 St. Andreas
- L. 128 St. Jakobus der Ältere
- L. 129 St. Johannes
- L. 130 St. Judas Thaddäus (Jakobus der Jüngere)
- L. 131 St. Phillipus
- L. 132 St. Bartholomäus
- L. 133 St. Thomas (Matthäus)
- L. 134 St. Matthias (Simon)
- L. 135 St. Simon (Judas Thaddäus)
- L. 136 St. Matthäus (Matthias)
- L. 137 Christus umgeben von den Zwölf Aposteln

## Heilige und Legenden
- L. 138 St. Antonius
- L. 139 St. Bernhardin von Siena
- L. 140 St. Christopherus
- L. 141 St. Eligius
- L. 142 St. Eligius
- L. 143 St. Franziskus empfängt die Stigmen
- L. 144 St. Georg tötet den Drachen
- L. 145 St. Georg tötet den Drachen
- L. 146 St. Georg tötet den Drachen
- L. 147 St. Hubertus und der Hirsch mit dem Kreuz Christi
- L. 148 St. Johannes der Täufer mit dem Lamm Gottes
- L. 149 St. Johannes der Täufer mit dem Lamm Gottes, die Kirchenväter und Evangelistensymbole (Rundbild, dm 182 mm)
- L. 150 St. Johannes Evangelist schaut das Weib in der Sonne
- L. 151 St. Johannes Evangelist schaut das Weib
- L. 152 St. Michael besiegt den Teufel
- L. 153 St. Michael besiegt den Teufel
- L. 154 St. Michael besiegt den Teufel
- L. 155 St. Sebastians Martyrium (133 × 187 mm)
- L. 156 St. Sebastians Martyrium (138 × 184 mm)
- L. 157 St. Sebastians Martyrium
- L. 158 St. Sebastians Martyrium
- L. 159 St. Sebastian mit den Pfeilen
- L. 160 St. Barbara mit dem Turm (Vier heilige Frauen, L. 160, L. 165, L. 170, L. 171)
- L. 161 St. Barbaras Martyrium
- L. 162 St. Barbaras Martyrium
- L. 163 St. Barbaras Martyrium
- L. 164 St. Barbara mit Turm und Meßkelch
- L. 165 St. Katharina mit dem Rad (Vier heilige Frauen, L. 160, L. 165, L. 170, L. 171)
- L. 166 St. Katharina mit Rad und Schwert
- L. 167 St. Katharina mit Rad und Schwert
- L. 168 St. Katharina triumphiert über ihren Vater
- L. 169 St. Magdalenas Himmelfahrt (165 × 127 mm)
- L. 170 St. Ursula mit dem Pfeil (Vier heilige Frauen, L. 160, L. 165, L. 170, L. 171)
- L. 171 St. Veronika mit dem Schweißtuch (Vier heilige Frauen, L. 160, L. 165, L. 170, L. 171)
- L. 172 St. Veronika mit dem Schweißtuch
- L. 173 St. Veronika mit dem Schweißtuch
- L. 174 St. Veronika mit dem Schweißtuch und zwei Engeln

## Ars Moriendi
- L. 175 Versuchung im Glauben
- L. 176 Ermutigung im Glauben
- L. 177 Versuchung durch Verzweiflung
- L. 178 Trost durch Zuversicht
- L. 179 Versuchung durch Ungeduld
- L. 180 Trost durch Geduld
- L. 181 Versuchung durch geistigen Hochmut
- L. 182 Trost durch Demut
- L. 183 Versuchung durch irdische Güter
- L. 184 Trost durch Abwenden vom Irdischen
- L. 185 Erlösung der Seele

## Verschiedene
- L. 186 Die Heilige Dreifaltigkeit (zu: Apostel und Evangelisten, Die Heilige Dreifaltigkeit und die Apostel mit dem Credo)
- L. 187 Der venezianische Markus-Löwe (zu: Apostel und Evangelisten)
- L. 188 Wappen Christi (zu: Wappen)
- L. 189 Wappen Christi mit dem Lamm (zu: Wappen)
- L. 190 St. Petrus und Paulus halten das Schweißtuch (zu: Heilige und Legenden)
- L. 191 Vision des Kaisers Augustus und der Sybille (219 × 147 mm, zu: Heilige und Legenden)
- L. 192 Vision des Kaisers Augustus und der Sybille (271 × 200 mm, zu: Heilige und Legenden)

## Vorlagen für Goldschmiede 1/2
- L. 193 Aus dem Marienleben
- L. 194 Aus der Passion
- L. 195 Aus der Passion
- L. 196 Nach der Passion
- L. 197 Zwölf Apostel zu zweit sitzend
- L. 198 Zwölf Apostel zu zweit stehend
- L. 199 Zehn Heilige und der Kindermord zu Bethlehem
- L. 200 Madonna
- L. 201 Passion, Kirchenväter, St. Eligius und der Kardinal

## Paare
- L. 202 Brautpaar
- L. 203 Musizierendes Paar am Brunnen
- L. 204 Lautenspielerin (Gegenstück fehlt)
- L. 205 Dame mit Stechhelm
- L. 206 Narr und Mädchen
- L. 207 Zwei Paare im Liebesgarten (rechts ein Stück mit einem dritten Paar abgeschnitten)
- L. 208 Narr und nacktes Mädchen
- L. 209 Der geraubte Kuss
- L. 210 Ritter und Dame mit Helm
- L. 211 Liebespaar auf einer Gartenbank(122 × 164 mm)
- L. 212 Ritter und Dame mit Helm und Lanze
- L. 213 Narr und nacktes Mädchen mit Spiegel (144 × 113 mm)
- L. 214 Großer Liebesgarten mit Schachspielern (164 × 208 mm)
- L. 215 Lockere Gesellschaft (235 × 153 mm)
- L. 216 Dame mit Schild (Gegenstück fehlt)

## Wappen
- L. 217 I Dame mit Wappen von Österreich
- L. 218 II Nacktes Mädchen mit dem Wappen von Kurpfalz (mit dem Monogramm Schongauers)
- L. 218 AII Nacktes Menschenpaar mit dem Wappen von Baden oder Straßburg (mit dem Monogramm Schongauers)
- L. 219 Zwei Reiher mit dem Wappen Ribeisen
- L. 220 Dame mit Helm und Bindenschild
- L. 221 Dame mit dem Helm und Bindenschild Österreichs
- L. 222 Dame mit Lanze und Bindenschild
- L. 223 Dame mit dem Helm und Bindenschild Österreichs
- L. 224 Dame mit Helm und Schild der Familie von Bettwingen
- L. 225 Narr und Mädchen mit Schild (auch zu: Paare)

## Kleines Kartenspiel
- L. 226 Tier Drei
- L. 227 Tier Sechs
- L. 228 II Tier Unter (mit Schlüsselmarke)
- L. 229 Tier Dame
- L. 230 Helm Dame
- L. 231 Helm König
- L. 232 Wappen Ass
- L. 233 Wappen Acht
- L. 234 Wappen Ober
- L. 235 Wappen Dame
- L. 236 Wappen König
- L. 237 Blumen As
- L. 238 Blumen Vier
- L. 239 II Blumen Fünf
- L. 240 Blumen Sieben

## Großes Kartenspiel
- L. 241 Menschen Zwei
- L. 242 Menschen Vier
- L. 243 Menschen Fünf
- L. 244 Menschen Sechs
- L. 245 Menschen Sieben
- L. 246 Menschen Acht
- L. 247 Menschen Neun
- L. 248 Menschen Unter
- L. 249 Menschen Ober
- L. 250 Menschen Dame
- L. 251 Menschen König
- L. 252 Hunde Zwei
- L. 253 Hunde Drei
- L. 254 Hund Vier
- L. 255 Hunde Sechs
- L. 256 Hunde Sieben
- L. 257 Hunde Sieben (Variante zu L. 256)
- L. 258 Hunde Acht
- L. 259 Hunde Unter
- L. 260 Hunde Dame
- L. 261 Vogel Zwei
- L. 262 Vogel Drei
- L. 263 Vogel Vier
- L. 264 Vogel Fünf
- L. 265 Vogel Sechs
- L. 266 Vogel Sieben
- L. 267 Vogel Acht
- L. 268 Vogel Neun
- L. 269 Vogel Unter
- L. 270 Vogel Ober
- L. 271 Vogel Dame
- L. 272 Vogel König
- L. 273 Wappen Zwei
- L. 274 Wappen Drei
- L. 275 Wappen Fünf
- L. 276 Wappen Sechs
- L. 277 Wappen Sieben
- L. 278 Wappen Acht
- L. 279 Wappen Neuen
- L. 280 Wappen Unter
- L. 281 Wappen Dame
- L. 282 Wappen König

## Alphabet aus Figurenbuchstaben
- L. 283 Buchstabe a
- L. 284 Buchstabe b
- L. 285 Buchstabe c
- L. 286 Buchstabe d
- L. 287 Buchstabe e
- L. 288 Buchstabe f
- L. 289 Buchstabe g
- L. 290 Buchstabe h
- L. 291 Buchstabe i
- L. 292 Buchstabe k
- L. 293 Buchstabe l
- L. 294 Buchstabe m
- L. 295 Buchstabe n
- L. 296 Buchstabe o
- L. 297 Buchstabe p
- L. 298 Buchstabe q
- L. 299 Buchstabe r
- L. 300 Buchstabe s
- L. 301 Buchstabe t
- L. 302 Buchstabe u oder v (140 × 133 mm)
- L. 303 Buchstabe x
- L. 304 Buchstabe y
- L. 305 Buchstabe z

## Vorlage für Goldschmiede 2/2

### Große Monstranz
- L. 306a Hostienzylinder (223 × 173 mm)
- L. 306b Baldachin mit Schmerzensmann (258 × 150 mm)
- L. 306c Spitze der Monstranz (257 × 80 mm)

### Verschiedene
- L. 307 Phantastisches Turnier von Mann und Frau
- L. 308 Mädchen in Blattranken im Kampf um Hosen
- L. 309 Gotisches Blatt mit Distelblüte
- L. 310 Gotisches Blatt mit Phantasieblume
- L. 311 Gotisches Blatt mit Reiher
- L. 312 Gotisches Blatt mit wildem Mann
- L. 313 Gotisches Blatt (mit Zeichen des Meisters W mit der Schlüsselmarke)
- L. 314 Gotische Blätter, zwei Füllungen in eine Platte gestochen
- G. 315 III Geburt Christi
- L. 316 -
- G. 317 Wilder Mann im Kampf mit einem Greifen
- L. 209,3 Bd. IV St. Katharina (Fragment)